# گمینا بروزو
گمینا بروزو (به لهستانی:  Gmina Brudzew) یک گمینا در لهستان است که در شهرستان تورک واقع شده‌است. گمینا بروزو ۱۱۲٫۷۲ کیلومتر مربع مساحت و ۶٬۱۱۵ نفر جمعیت دارد.